# Hartwell (Georgia)
Hartwell – miasto w Stanach Zjednoczonych, w stanie Georgia, siedziba administracyjna hrabstwa Hart.